# طور كوكبي

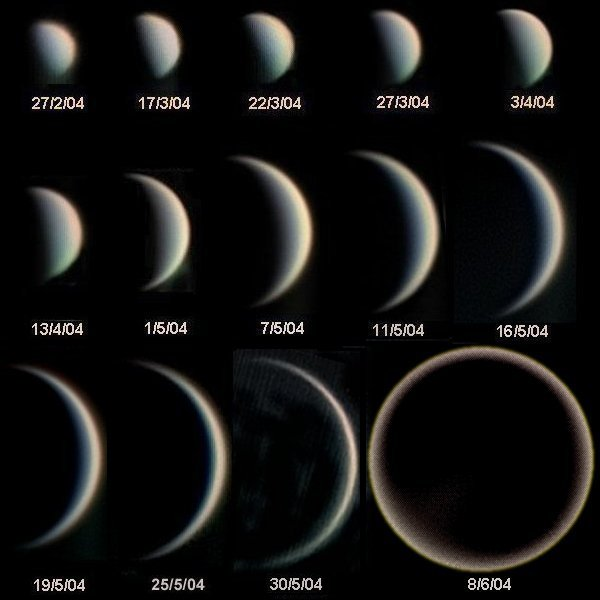

الطور الكوكبي هو مصطلح يستخدم لتحديد مظهر القسم المضاء من كوكب أو جرم ما. مثل طور القمر. يعتمد الطور الكوكبي على مدى العلاقة والتوضع عن الشمس وعن المراقب. و تتغير رؤوية الكواكب تبعا لطبيعتها فيما إذا كانت كواكب أقرب للشمس (كواكب أدنى) مثل الزهرة أو كواكب أبعد مثل المريخ .